# La Unión, Tenochtitlán
La Unión är en ort i Mexiko.   Den ligger i kommunen Tenochtitlán och delstaten Veracruz, i den sydöstra delen av landet, 230 km öster om huvudstaden Mexico City. La Unión ligger 1 128 meter över havet och antalet invånare är 107.
Terrängen runt La Unión är bergig åt sydost, men åt nordväst är den kuperad. Runt La Unión är det ganska tätbefolkat, med 111 invånare per kvadratkilometer. Närmaste större samhälle är Misantla, 17,1 km norr om La Unión. I omgivningarna runt La Unión växer i huvudsak städsegrön lövskog.